# Frederick de Wit

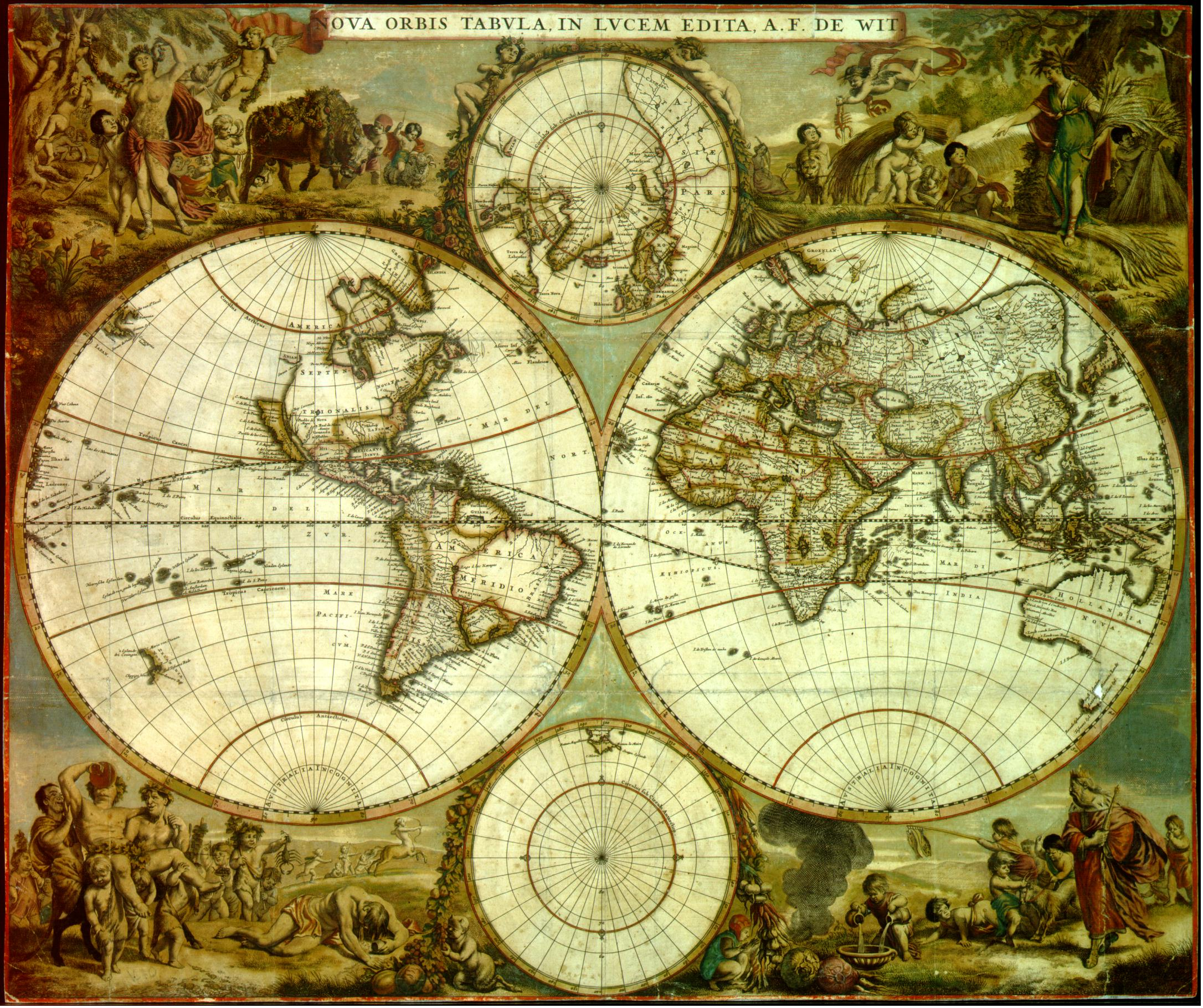
Nova Orbis Tabula in Lucem Edita di Frederik De Wit, c. 1665

Frederick de Wit (già Frederick Hendriksz; Gouda, 1629 – Amsterdam, luglio 1706) è stato un cartografo e artista olandese.

## Biografia
Frederick De Wit fu un rinomato cartografo olandese, nato nella città di Gouda, situata nella provincia dell'Olanda, parte della Repubblica delle Sette Province Unite. Egli proveniva da una famiglia di fede protestante: il padre, Hendrik Fredericsz (1608-1668) , era un fabbricante di manici per coltelli ad Amsterdam, mentre la madre, Neeltij Joosten, era figlia di un commerciante di Gouda.
Nel 1648, durante il periodo noto come il Secolo d'oro olandese, De Wit si trasferì ad Amsterdam, una delle principali città dell’epoca. Nel 1654 aprì un negozio e una tipografia chiamati De Drie Crabben ("I Tre Granchi"), così denominati in riferimento alla sua residenza in Kalverstraat , una celebre via cittadina. L’anno successivo, nel 1655, rinominò l’attività Witte Pascaert ("La Carta Bianca").
Sotto il marchio Witte Pascaert, De Wit divenne un cartografo di fama internazionale grazie alla produzione di carte geografiche e mappe di alta qualità. Le sue opere si distinguevano per precisione e ricchezza di dettagli e contribuirono in modo significativo alla documentazione e comprensione delle terre conosciute nel XVII secolo. La sua attività esercitò una considerevole influenza sulla diffusione delle conoscenze geografiche e cartografiche dell’epoca.

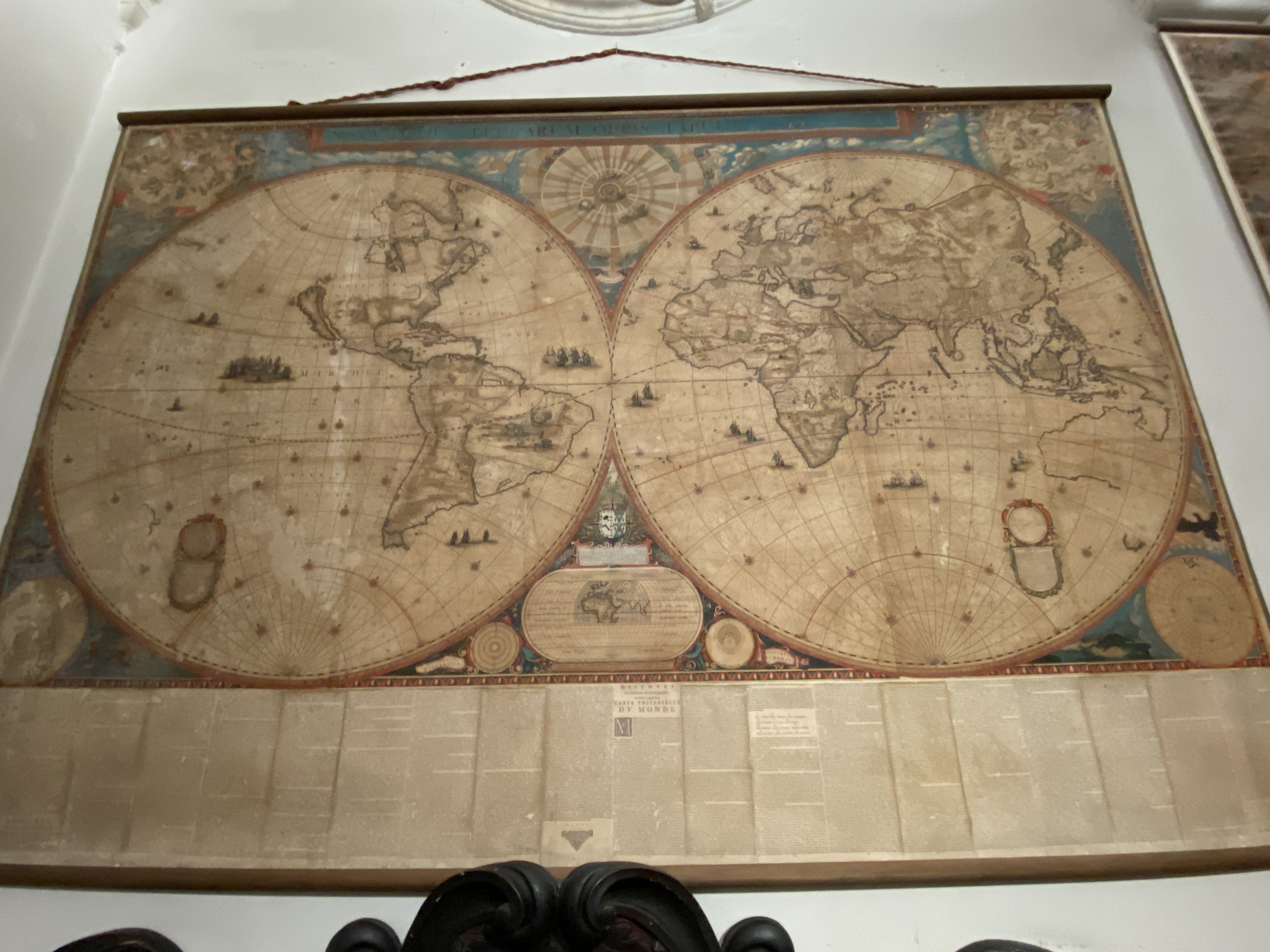
Planisfero 1670 - 1678, Frederik de Wit, Galleria Nazionale Palazzo Spinola, Genova

Frederick De Wit si sposò con Maria van der Way nel 1661, figlia di un ricco mercante cattolico di Amsterdam. Grazie a questo matrimonio, ottenne nel 1662 i diritti di cittadinanza di Amsterdam e, nel 1664, fu ammesso alla Gilda di San Luca. Nel 1689, De Wit richiese — e ottenne — dagli Stati dell'Olanda e della Frisia occidentale l’esclusiva per quindici anni alla pubblicazione e vendita di mappe. Nel 1694 fu insignito del titolo di "buon cittadino" della città di Amsterdam. La coppia ebbe sette figli, ma solo uno, Franciscus Xaverius (1666–1727), sopravvisse ai genitori.
De Wit visse e lavorò ad Amsterdam fino alla sua morte, avvenuta alla fine di luglio del 1706, lasciando un lascito duraturo nella cartografia del XVII secolo. La moglie Maria continuò l'attività di stampa e aggiornamento delle mappe per altri quattro anni. Tuttavia, il loro figlio Franciscus, già un affermato commerciante di stoccafisso, mostrò scarso interesse nel proseguire l’attività editoriale del padre. Pertanto, nel 1710, la casa editrice di De Wit fu messa all’asta e venduta.

## Cartografia
De Wit iniziò la sua carriera cartografica nel 1648, realizzando le prime rappresentazioni cartografiche della città di Haarlem . Nello stesso anno incise vedute delle città di Rijsel e Doornik, pubblicate nella Flandria Illustrata, opera dello storico fiammingo Antonius Sanderus.
Le prime mappe incise da De Wit furono pubblicate nel 1654 sotto il marchio De Drie Crabben. uttavia, la sua mappa più antica, datata 1659, fu quella della Danimarca, intitolata Regni Daniæ Accuratissima delineatio Perfeckte Kaerte van’t Conjnckryck Denemarcken.
Verso il 1660, De Wit realizzò le sue prime mappe del mondo, tra cui Nova Totius Terrarum Orbis Tabula Auctore F. De Wit (43 × 55 cm) e Nova Totius Terrarum Orbis Tabula (140 × 190 cm).
L’atlante di Frederick De Wit fu pubblicato per la prima volta nel 1662 e successivamente conobbe numerose edizioni, con un numero variabile di mappe, da 17 a 151 a seconda della versione. Nel 1690, De Wit introdusse un nuovo frontespizio intitolato Atlas Maior, pur continuando a utilizzare il frontespizio precedente in alcune edizioni.
Uno dei suoi lavori più noti fu l’Atlante dei Paesi Bassi, pubblicato nel 1667 con il titolo Nieuw Kaertboeck van de XVII Nederlandse Provinciën . Questo atlante conteneva da 14 a 25 mappe[14], a seconda dell’edizione. De Wit dimostrò grande abilità nel completare rapidamente il suo primo atlante, che comprendeva principalmente mappe incise da lui stesso o da altri.
Nel 1671, De Wit pubblicò un grande atlante composto da 100 mappe. Inoltre, nella sua bottega erano disponibili atlanti più piccoli, contenenti 17, 27 o 51 mappe. Il prezzo degli atlanti variava considerevolmente, da 7 a 20 fiorini olandesi, in funzione del numero di mappe, della colorazione e della qualità della rilegatura .
Nel 1675, Johannes de Wit pubblicò un nuovo atlante nautico, che riscosse grande successo e sostituì le carte precedenti del 1664. Le nuove carte, disponibili sia come fogli singoli sia come parte degli atlanti, divennero molto ricercate dai collezionisti.
Nel 1695, De Wit intraprese l’ambizioso progetto di realizzare un Atlante delle città dei Paesi Bassi, utilizzando planimetrie urbane dettagliate acquisite all’asta della casa editrice di Willem Blaeu. La datazione di quest’opera rappresenta tuttora una sfida per gli studiosi, poiché molte mappe si sviluppano su diversi anni e non riportano indicazioni precise sulla data di pubblicazione.
In totale, Johannes de Wit produsse oltre 158 mappe geografiche e 43 carte nautiche su fogli separati, contribuendo significativamente alla conoscenza e alla diffusione delle informazioni geografiche del suo tempo. La sua eredità come cartografo talentuoso e prolifico continua a essere riconosciuta da studiosi e collezionisti in tutto il mondo.